# Piranha 3-D
Piranha 3-D is een Amerikaanse komedie-horrorfilm uit 2010 onder regie van Alexandre Aja. De productie is deels geïnspireerd door en deels een nieuwe versie van de gelijknamige film uit 1978.

## Verhaal
Een aardschok veroorzaakt een scheurtje in de bodem van Lake Arizona. Hierdoor ontstaat er een doorgang tussen het toeristische water en een eeuwenlang geïsoleerd ondergronds meer, gevuld met een extreem agressieve soort prehistorische piranha's. Kort daarna begint het jaarlijkse spring break. Lake Arizona stroomt daardoor vol met duizenden vakantievierende studenten. Wanneer de piranha's massaal aanvallen, verandert het meer in een enorm bloedbad. Een kleine groep politieagenten staat machteloos tegenover de grote groep gewonden en doden. Protagonist Jake Forester (Steven R. McQueen) is met familie en vrienden op een jacht elders op het meer, weg van het feest. Wanneer de piranha's hun aanval hebben ingezet, vaart de boot tegen rotsen, waardoor het begint de zinken en enkele aanwezigen op de boot in het water terechtkomen en aangevallen worden. Door de uiteindelijke explosie van het jacht worden de piranha's vermoord, althans, zo doet de film voorkomen – aan het einde van de film blijkt een moederpiranha, aanzienlijk groter in omvang, nog in leven te zijn.

## Rolverdeling
| Acteur            | Personage                  |
| ----------------- | -------------------------- |
| Elisabeth Shue    | Sheriff Julie Forester     |
| Steven R. McQueen | Jake Forester              |
| Ving Rhames       | Hulpsheriff Fallon         |
| Adam Scott        | Novak Radzinsky            |
| Jerry O'Connell   | Derrick Jones              |
| Jessica Szohr     | Kelly Driscoll             |
| Kelly Brook       | Danni                      |
| Riley Steele      | Crystal                    |
| Christopher Lloyd | Henry Goodman              |
| Brooklynn Proulx  | Laura Forester             |
| Sage Ryan         | Zane Forester              |
| Richard Dreyfuss  | Matthew Boyd               |
| Cody Longo        | Todd Dupree                |
| Ricardo Chavira   | Sam                        |
| Paul Scheer       | Andrew                     |
| Dina Meyer        | Paula Montellano           |
| Jason Spisak      | Hulpsheriff Taylor Roberts |
| Eli Roth          | Wet T-shirt gastheer       |
| Gianna Michaels   | Parasailing meisje         |
| Ashlynn Brooke    | Cheerleader                |